# Lupinus mollendoensis
Lupinus mollendoensis är en ärtväxtart som beskrevs av Oskar Eberhard Ulbrich. Lupinus mollendoensis ingår i släktet lupiner, och familjen ärtväxter. Inga underarter finns listade i Catalogue of Life.